# 갈라라테역
갈라라테역(이탈리아어: Stazione di Gallarate)은 이탈리아 북부 롬바르디아주에 있는 갈라라테의 마을과 코무네를 운행한다. 1860년에 개통한 도모도솔라-밀라노 철도의 일부이며 두 개의 보조 철도인 루이노-밀라노 철도와 포르토 세레시오-밀라노 철도의 종점이다.
역은 현재 레테 페로비아리아 이탈리아나(RFI)에서 관리하고 있다. 그러나 여객 건물의 상업 지역은 센토스타치오니에서 관리한다. 각 회사는 이탈리아 국영 철도 회사인 페로비에 델로 스타토(FS)의 자회사이다.
기차 서비스는 트렌이탈리아, 트레노르드 및 TILO에서 운영한다.

## 위치
갈라라테역은 도심의 남동쪽 가장자리에 있는 조반니 28 광장에 있다.

## 역사
역은 1860년 12월 20일 로-아로나 철도의 로-갈라라테 구간과 함께 개통되었다.
1865년 7월 24일, 갈라라테에서 세스토 칼렌데까지 이어지는 로-아로나 철도의 다음 구간이 운행을 시작했다. 두 달 후인 1865년 9월 26일에 갈라라테는 새로 개통된 갈라라테-바레세 철도의 교차점 역이 되었다.
1884년 3월 17일, 또 다른 보조 노선인 갈라라테-라베노 철도가 갈라라테로 운행을 시작했다.

## 특징
역 구내에는 플랫폼이 장착된 5개의 관통 트랙을 포함하여 8개의 트랙이 있다.
- 1번 트랙은 도모도솔라, 제네바 및 바젤 SBB로 가는 직행열차이다.
- 2번 트랙은 도모도솔라/루이노에서 오는 밀라노 첸트랄레, 밀라노 포르타 가리발디로 가는 직행 열차이다.
- 3번 트랙은 루이노에서 출발하는 열차의 종점에 사용되는 관통 트랙이다 (갈라라테-라베노 철도 이용).
- 4번 트랙는 서비스 트랙이다.
- 5번 트랙는 주로 밀라노 교외 철도 네트워크의 S5 라인에 있는 기차와 바레세로 직행하는 지역 기차에 의해 사용된다.
- 6번 트랙은 S5 라인의 열차와 바레세의 지역 열차가 사용한다.
- 7번 트랙과 8번은 Hupac의 부스토 아르시치오 터미널과 루이노나 도모도솔라를 통해 스위스로 직행하는 화물 열차에 의해 사용된다.

역 바로 너머 밀라노 방향에는 현재 버려진 화물 야적장과 철도 차량 유지 보수 작업장이 있다. 워크샵은 10년 넘게 문을 닫았지만, 결국 다시 열 수 있다.
1번 트랙에 인접해 있는 주 경찰서(State Police Station)는 Commissariat에서 가깝다.

## 운행
역에는 매년 약 660만 명의 승객이 이동한다.
역에서 호출하는 여객 열차는 주로 지역 비스 와 S5 밀라노 교외 서비스이다. 이 역에는 밀라노와 제네바 또는 바젤 사이를 연결하는 두 쌍의 유로시티 열차도 있다.

## 같이 보기
- 롬바르디아주의 철도역 목록
- 이탈리아의 철도